# Герб Крутогоровского сельского поселения
Герб Крутогоровского сельского поселения Соболевского района Камчатского края Российской Федерации.
Герб утверждён 22 февраля 2011 года решением № 64 Собрания депутатов Крутогоровского сельского поселения и внесён в Государственный геральдический регистр Российской Федерации под регистрационным номером 7151.

## Описание герба
«В зелёном поле серебряный соболь, лежащий с положенным вдоль лап хвостом на золотом холме, в оконечности обременённом серебряным волнистым поясом, широко окаймлённым лазурью и обременённым сообразно изогнутым рядом червлёных шаров без числа».
Герб Крутогоровского сельского поселения в соответствии с Методическими рекомендациями по разработке и использованию официальных символов муниципальных образований (Раздел 2, Глава VIII, п.п. 45-46), утверждёнными Государственным геральдическим Советом при Президенте Российской Федерации 28 июня 2006 года может воспроизводиться со статусной короной установленного образца.

## Описание символики
Герб языком символов и аллегорий отражает природно-географические и экономические особенности Крутогоровского сельского поселения.
Название Крутогоровский отражено в гербе золотым крутым холмом, в основании которого расположен волнистый пояс — река. Поселок Крутогоровский расположен на песчаной косе Охотского моря рядом с устьем реки Крутогорова, по которой и получил своё название. Река известна русским со времени первого камчатского похода В. В. Атласова в 1697 году. Название, существующее с начала XVIII века, появилось благодаря крутому правому берегу речного понизовья.
Волнистый пояс, состоящий из голубых и серебряной частей, также символизирует богатство водных ресурсов. Основным занятием местных жителей является ловля и переработка рыбы — в реках Крутогоровского сельского поселения водятся практически все виды лососевых пород. Геральдические фигуры красные шары — аллегория красной икры — популярного деликатеса, дополняют символику герба, подчеркивая особое значение рыбного промысла.
Символика серебряного соболя многозначна:
— соболь указывает на территориальную принадлежность Крутогоровского сельского поселения к Соболевскому муниципальному району, в гербе которого также изображен серебряный соболь;
— соболь в гербе поселения символизирует самобытную уникальную дальневосточную природу.
Золото — символ урожая, богатства, стабильности, уважения, интеллекта.
Серебро — символ чистоты, совершенства, мира и взаимопонимания.
Зелёный цвет — символ природы, здоровья, молодости, жизненного роста
Голубой цвет — символ чести, благородства, духовности; цвет бескрайнего неба и водных просторов
Красный цвет — символ труда, мужества, силы, красоты и праздника.
Герб сельского поселения разработан Союзом геральдистов России.
Авторы герба: идея герба — Константин Мочёнов (Химки); художник и компьютерный дизайн — Ирина Соколова (Москва); обоснование символики — Кирилл Переходенко (Конаково).